# Amapala
Amapala é uma cidade hondurenha do departamento de Valle.